# Nixon, Texas
Nixon là một thành phố thuộc quận Gonzales, tiểu bang Texas, Hoa Kỳ. Năm 2010, dân số của xã này là 2385 người.

## Dân số
- Dân số năm 2000: 2186 người.
- Dân số năm 2010: 2385 người.